# Rumohr
Rumohr er en kommune og en by i det nordlige Tyskland, beliggende i Amt Molfsee i den østlige del af Kreis Rendsborg-Egernførde. Kreis Rendsborg-Egernførde ligger i den centrale del af delstaten Slesvig-Holsten.

## Geografi
Rumohr ligger få kilometer sydvest for Kiel ved Bundesautobahn 215 fra Kiel mod Neumünster.